# Dehydrogenering
Dehydrogenering är en kemisk reaktion där vätgas (H2) avlägsnas. Den motsatta reaktionen kallas hydrogenering. Dehydrogeneringsreaktioner kan förekomma både industriellt i stor skala, och i laboratorier i mindre skala. Dehydrogenering är viktigt, både som en användbar reaktion och ett allvarligt problem. När det är som enklast är det användbart sätt att omvandla alkaner, som är relativt inerta och därmed lågt värderade, till olefiner, som är reaktiva och därmed mer värdefulla. Alkener är råmaterial till aldehyder (R − CH = O), alkoholer (R − OH), polymerer och aromater. Som en problematisk reaktion uppstår nedsmutsning och inaktivering av många katalysatorer via koksning, vilket är den dehydrogenativa polymerisationen av organiska substrat.
Enzymer som katalyserar dehydrogenering kallas dehydrogenaser. 

## Heterogena katalytiska vägar

### Styren
Dehydrogeneringsprocesser används i stor utsträckning för att producera aromater i den petrokemiska industrin. Sådana processer är mycket endoterma och kräver temperaturer på 500 °C och högre. Dehydrogenering omvandlar också mättade fetter till omättade fetter. En av de mest storskaliga tillämpningarna av dehydrogenering är produktionen av styren genom dehydrogenering av etylbensen. Typiska dehydrogeneringskatalysatorer är baserade på järn(III)oxid, förstärkt av flera procent kaliumoxid eller kaliumkarbonat.
{\displaystyle {\ce {C6H5CH2CH3 -> C6H5CH=CH2 + H2}}}

### Andra alkener
Betydelsen av katalytisk dehydrogenering av paraffinkolväten till olefiner har ökat stadigt de senaste åren. Lätta olefiner, såsom butener, är viktiga råmaterial för syntes av polymerer, bensintillsatser och olika andra petrokemiska produkter. Krackningsprocesserna, särskilt vätskekatalytisk krackning och ångkrackning, producerar monoolefiner med hög renhet, såsom 1-buten eller isobuten. Trots sådana processer är för närvarande mer forskning inriktad på att utveckla alternativ som oxidativ dehydrogenering (ODH) av två skäl: (1) oönskade reaktioner äger rum vid hög temperatur vilket leder till koksning och katalysatordeaktivering, vilket gör frekvent regenerering av katalysatorn oundviklig, (2) den förbrukar en stor mängd värme och kräver höga reaktionstemperaturer. Oxidativ dehydrogenering (ODH) av n-butan är ett alternativ till klassisk dehydrogenering, ångkrackning och vätskekatalytisk krackningsprocesser.
Propan
Dehydrogenering av paraffiner och olefiner, paraffiner såsom n-pentan och isopentan, kan omvandlas till penten och isopenten med krom(III)oxid som katalysator vid 500 °C.

### Formaldehyd
Formaldehyd framställs industriellt genom katalytisk oxidation av metanol, som också kan ses som en dehydrogenering med O2 som acceptor. De vanligaste katalysatorerna är silvermetall,järn(III)oxid, järnmolybdenoxider [t.ex. järn(III)molybdat] med molybdenberikad yta eller vanadinoxider. I den vanliga formoxprocessen reagerar metanol och syre vid ca 250–400 °C i närvaro av järnoxid i kombination med molybden och/eller vanadin för att producera formaldehyd enligt den kemiska formeln:
{\displaystyle {\ce {2 CH3OH + O2 -> 2 CH2O + 2 H2O}}}

## Homogena katalytiska vägar
En mängd olika dehydrogeneringprocesser har beskrivits för organiska föreningar. Dessas dehydrogenering är av intresse för syntesen av fina organiska kemikalier. Sådana reaktioner är ofta beroende av övergångsmetallkatalysatorer. Dehydrogenering av ofunktionaliserade alkaner kan åstadkommas genomhomogen katalys. Speciellt aktiva för denna reaktion är pincerkomplex.

## Stökiometriska processer
Dehydrogenering av aminer till nitriler med hjälp av en mängd olika reagenser, såsom jodpentafluorid (Om5). 
Vid typisk aromatisering kan sexledade alicykliska ringar, t.ex. cyklohexen, aromatiseras i närvaro av hydreringsacceptorer. Elementen svavel och selen främjar denna process. I laboratorieskala är kinoner, särskilt 2,3-diklor-5,6-dicyano-1,4-bensokinon (DDQ) effektiva.

## Huvudgrupp hydrider

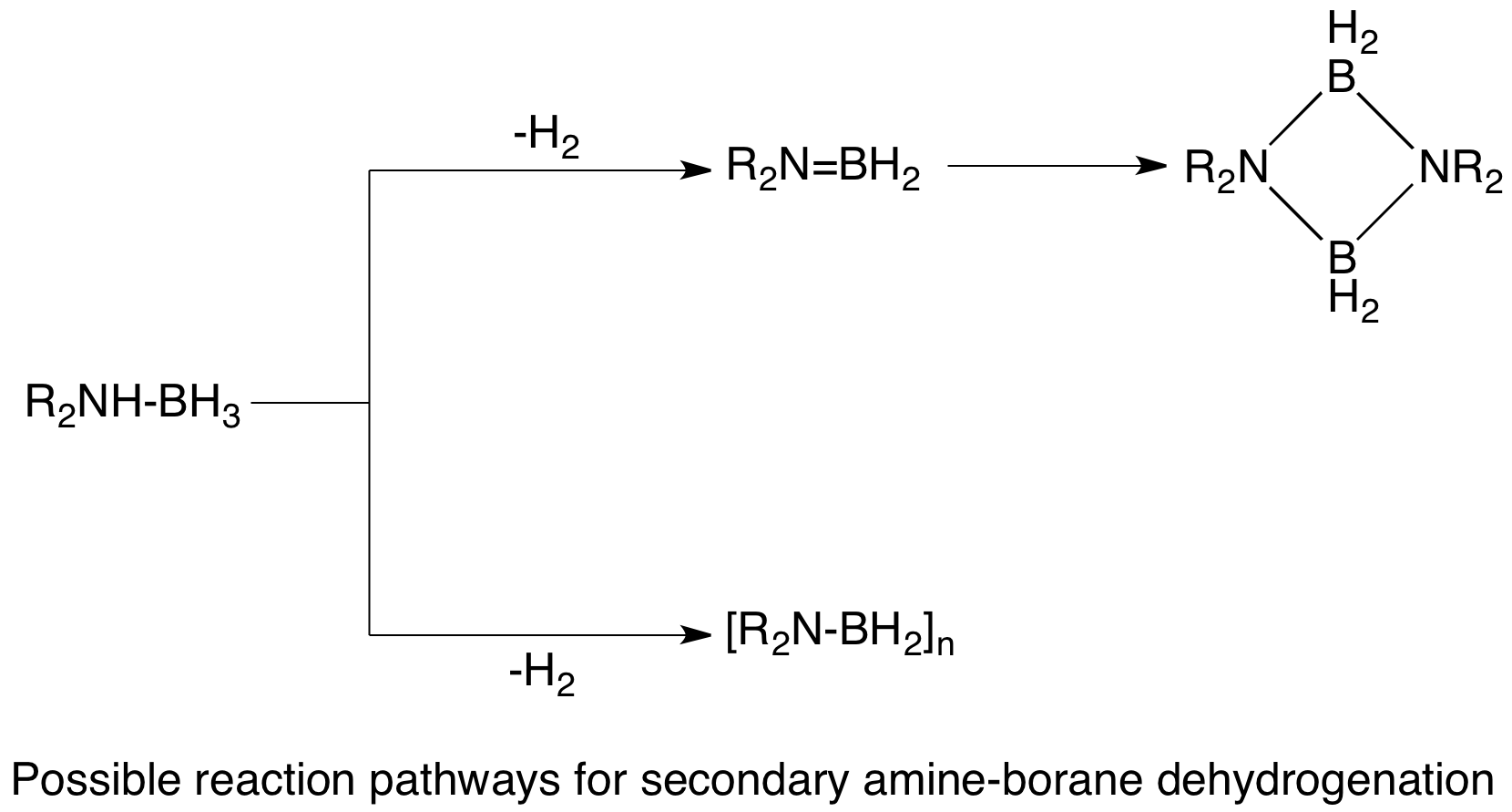
Dehydrogenering av ammoniakboran.

Den dehydrogenativa kopplingen av silaner har också utvecklats.
{\displaystyle {\ce {{\mathit {n}}\ PhSiH3->{}[PhSiH]_{\mathit {n}}{}+{\mathit {n}}\ H2}}}
Dehydrogeneringen av aminboraner är en relaterad reaktion. Denna process fick en gång intressen för sin potential för vätgaslagring.